# Canotaj la Jocurile Olimpice de vară din 2012
Probele sportive de canotaj la Jocurile Olimpice de vară din 2012 s-au desfășurat în perioada 28 iulie - 4 august 2012 la Londra, Marea Britanie. Evenimentele sportive s-au ținut pe lacul Dorney, care în scopul Jocurilor Olimpice din 2012, s-a numit Eton Dorney. Au avut loc 14 evenimente pentru medalii și au fost prezenți 550 de sportivi (353 de bărbați, 197 femei).

## Locuri de desfășurare
Toate probele sportive de canotaj au fost organizate la centrul de canotaj Eton Dorney, aflat pe lacul Dorney, din apropierea castelului Windsor (la 40 km distanță de Londra). Lungimea lacului este de 2200 de metri. Sunt locuri pentru 20.000 de spectatori. Pentru JO, s-a construit o nouă cale de acces, un nou pod, și un drum modernizat.

## Calificarea
Fiecare țară participantă a avut voie să trimită doar un singur echipaj la o probă. Majoritatea calificărilor s-au bazat pe rezultatele Campionatului Mondial din 2011, care a avut loc pe lacul Bled din Bled, Slovenia, în lunile august și septembrie ale anului 2011. Lotul României s-a clasat pe locul 4 în clasamentul campionatului.

## Probe
Au fost 8 probe sportive dedicate bărbaților, și 6 probe dedicate femeilor, numărul total fiind de 14. Probele au inclus două tipuri de bărci (ușoare și grele), și două tipuri de canotaj : prin "măturare", unde sportivii folosesc o singură vâslă, și prin "vâslire", unde sportivii folosească două vâsle.

## Medaliați

### Masculin
| Probă                                     | Aur | Argint | Bronz |
| Simplu vâsle (1x)                         | Mahé Drysdale (NZL) | Ondřej Synek (CZE) | Alan Campbell (GBR) |
| Dublu vâsle (2x)                          | Nathan Cohen și Joseph Sullivan (NZL) | Alessio Sartori și Romano Battisti (ITA) | Luka Špik și Iztok Čop (SLO) |
| Patru vâsle (4x)                          | Germania (GER) · Karl Schulze · Philipp Wende · Lauritz Schoof · Tim Grohmann                                                                                              | Croația (CRO) · David Šain · Martin Sinković · Damir Martin · Valent Sinković                                                                                 | Australia (AUS) · Chris Morgan · Karsten Forsterling · James McRae · Daniel Noonan                                                                                          |
| Dublu rame (2-)                           | Eric Murray și Hamish Bond (NZL) | Germain Chardin și Dorian Mortelette (FRA) | George Nash și William Satch (GBR) |
| Patru rame fără cârmaci (4-)              | Marea Britanie (GBR) · Alex Gregory · Tom James · Pete Reed · Andrew Triggs-Hodge                                                                                          | Australia (AUS) · James Chapman · Joshua Dunkley-Smith · Drew Ginn · William Lockwood                                                                         | Statele Unite ale Americii (USA) · Charlie Cole · Scott Gault · Glenn Ochal · Henrik Rummel                                                                                 |
| Opt rame cu cârmaci (8+)                  | Germania (GER) · Filip Adamski · Andreas Kuffner · Eric Johannesen · Maximilian Reinelt · Richard Schmidt · Lukas Müller · Florian Mennigen · Kristof Wilke · Martin Sauer | Canada (CAN) · Gabriel Bergen · Douglas Csima · Robert Gibson · Conlin McCabe · Malcolm Howard · Andrew Byrnes · Jeremiah Brown · Will Crothers · Brian Price | Marea Britanie (GBR) · Alex Partridge · James Foad · Tom Ransley · Richard Egington · Mohamed Sbihi · Greg Searle · Matthew Langridge · Constantine Louloudis · Phelan Hill |
| Dublu vâsle ctg. ușoară (L2x)             | Mads Rasmussen și Rasmus Quist Hansen (DEN) | Zac Purchase și Mark Hunter (GBR) | Storm Uru și Peter Taylor (NZL) |
| Patru rame fără cârmaci ctg. ușoară (L4-) | Africa de Sud (RSA) · James Thompson · Matthew Brittain · John Smith · Sizwe Ndlovu                                                                                        | Marea Britanie (GBR) · Peter Chambers · Rob Williams · Richard Chambers · Chris Bartley                                                                       | Danemarca (DEN) · Kasper Winther · Morten Jørgensen · Jacob Barsoe · Eskild Ebbesen                                                                                         |

### Feminin
| Probă                         | Aur | Argint | Bronz |
| Simplu vâsle (1x)             | Miroslava Knapkova (CZE) | Fie Udby Erichsen (DEN) | Kim Crow (AUS) |
| Dublu vâsle (2x)              | Anna Watkins și Katherine Grainger (GBR) | Kim Crow și Brooke Pratley (AUS) | Magdalena Fularczyk și Julia Michalska (POL) |
| Patru vâsle cu cârmaci (4x+)  | Ucraina (UKR) · Kateryna Tarasenko · Nataliya Dovgodko · Anastasiia Kozhenkova · Yana Dementieva                                                                                | Germania (GER) · Annekatrin Thiele · Carina Bär · Julia Richter · Britta Oppelt | Statele Unite ale Americii (USA) · Natalie Dell · Kara Kohler · Megan Kalmoe · Adrienne Martelli                                                                                              |
| Dublu râme (2-)               | Helen Glover și Heather Stanning (GBR) | Kate Hornsey și Sarah Tait (AUS) | Juliette Haigh și Rebecca Scown (NZL) |
| Opt rame cu cârmaci (8+)      | Statele Unite ale Americii (USA) · Erin Cafaro · Susan Francia · Esther Lofgren · Taylor Ritzel · Meghan Musnicki · Eleanor Logan · Caroline Lind · Caryn Davies · Mary Whipple | Canada (CAN) · Janine Hanson · Rachelle Viinberg · Krista Guloien · Lauren Wilkinson · Natalie Mastracci · Ashley Brzozowicz · Darcy Marquardt · Andreanne Morin · Lesley Thompson-Willie | Olanda (NED) · Jacobine Veenhoven · Nienke Kingma · Chantal Achterberg · Sytske de Groot · Roline Repelaer van Driel · Claudia Belderbos · Carline Bouw · Annemiek de Haan · Anne Schellekens |
| Dublu vâsle ctg. ușoară (L2x) | Katherine Copeland și Sophie Hosking (GBR) | Xu Dongxiang și Huang Wenyi (CHN) | Christina Giazitzidou și Alexandra Tsiavou (GRE) |

## Clasament pe medalii
| Loc   | Țară                       | Aur | Argint | Bronz | Total |
| ----- | -------------------------- | --- | ------ | ----- | ----- |
| 1     | Marea Britanie             | 4   | 2      | 3     | 9     |
| 2     | Noua Zeelandă              | 3   | 0      | 2     | 5     |
| 3     | Germania                   | 2   | 1      | 0     | 3     |
| 4     | Danemarca                  | 1   | 1      | 1     | 3     |
| 5     | Cehia                      | 1   | 1      | 0     | 2     |
| 6     | Statele Unite ale Americii | 1   | 0      | 2     | 3     |
| 7     | Africa de Sud              | 1   | 0      | 0     | 1     |
| 7     | Ucraina                    | 1   | 0      | 0     | 1     |
| 9     | Australia                  | 0   | 3      | 2     | 5     |
| 10    | Canada                     | 0   | 2      | 0     | 2     |
| 11    | China                      | 0   | 1      | 0     | 1     |
| 11    | Croația                    | 0   | 1      | 0     | 1     |
| 11    | Franța                     | 0   | 1      | 0     | 1     |
| 11    | Italia                     | 0   | 1      | 0     | 1     |
| 15    | Grecia                     | 0   | 0      | 1     | 1     |
| 15    | Olanda                     | 0   | 0      | 1     | 1     |
| 15    | Polonia                    | 0   | 0      | 1     | 1     |
| 15    | Slovenia                   | 0   | 0      | 1     | 1     |
| Total | Total                      | 14  | 14     | 14    | 42    |